# Kevin Weekes
Kevin Weekes (Toronto, 4 aprile 1975) è un ex hockeista su ghiaccio canadese, che giocava nel ruolo di portiere.
Si è ritirato il 27 settembre 2009, la sua ultima squadra sono stati i New Jersey Devils. Ha origini barbadoregne.